# Aeropuerto de Clermont-Ferrand/Auvergne
El Aeropuerto de Clermont-Ferrand Auvergne (del francés: Aéroport de Clermont-Ferrand Auvergne) (IATA: CFE, OACI: LFLC) es un aeropuerto que atiende a la ciudad francesa de Clermont-Ferrand. Está localizado a 6.7 km al este de Clermont-Ferrand en Aulnat, una comuna del departamento de Puy-de-Dôme.

## Aerolíneas y destinos

### Destinos nacionales
| Ciudades por país | Nombre del aeropuerto                 | Aerolíneas               |
| ----------------- | ------------------------------------- | ------------------------ |
| Ajaccio           | Aeropuerto de Ajaccio                 | Air Corsica (Estacional) |
| Bastia            | Aeropuerto de Bastia                  | Air France (Estacional)  |
| Figari            | Aeropuerto de Figari                  | Air France (Estacional)  |
| Niza              | Aeropuerto de Niza                    | Air France (Estacional)  |
| París             | Aeropuerto de París-Charles de Gaulle | Air France               |

### Destinos internacionales

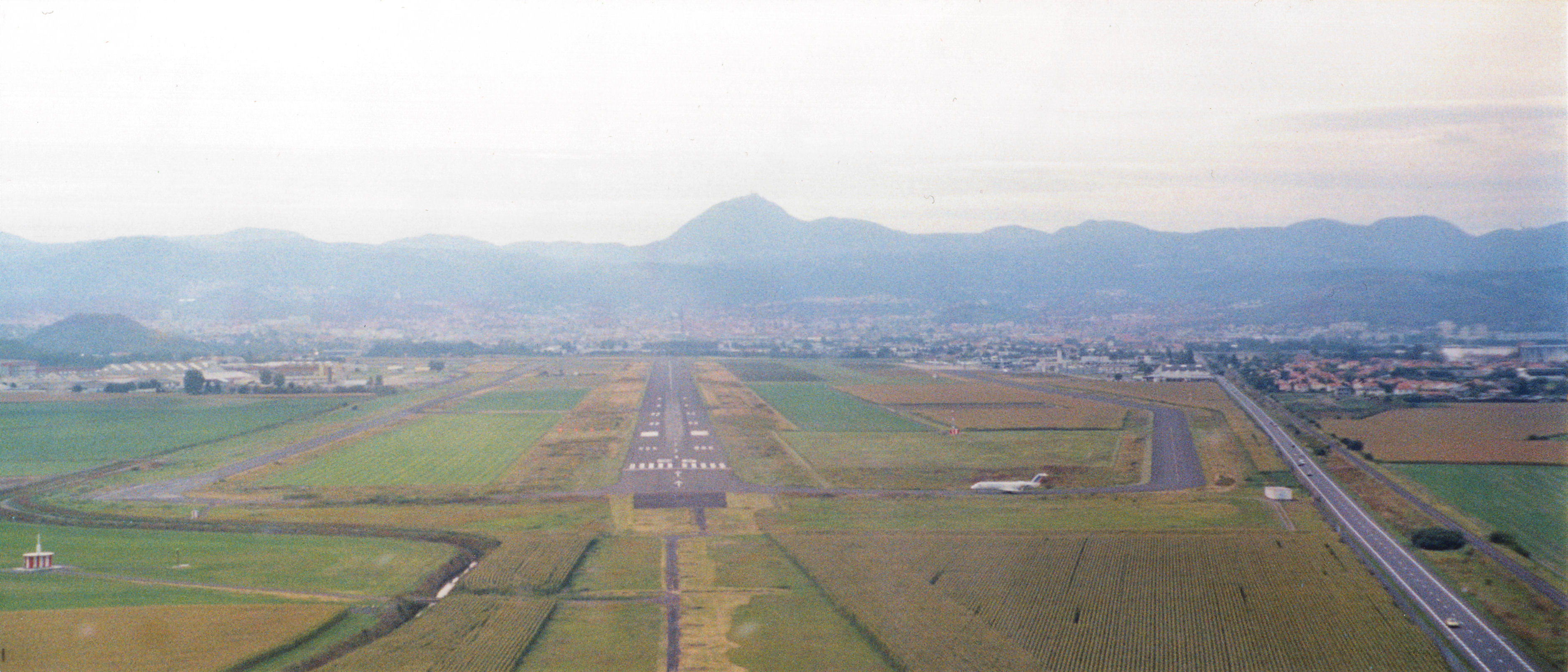
Aproximación final al aeropuerto de Clermont-Ferrand Auvergne.

| Ciudades por países | Nombre del aeropuerto   | Aerolíneas           | Aeronaves | Frecuencias semanales |        |
| África              | África                  | África               | África    | África                | África |
| ------------------- | ----------------------- | -------------------- | --------- | --------------------- | ------ |
| Marruecos           |                         |                      |           |                       |        |
| Fez                 | Aeropuerto de Fez-Saïss | Ryanair (Estacional) | B737      |                       |        |
| Europa              |                         |                      |           |                       |        |
| Portugal            |                         |                      |           |                       |        |
| Oporto              | Aeropuerto de Oporto    | Ryanair              | B737      |                       |        |

## Estadísticas
Ver fuente y consulta Wikidata.